# ديتريش فاغنر
ديتريش فاغنر (بالألمانية: Dietrich Wagner)‏ هو مهندس ألماني، ولد في 1945.